# 王應乾 (萬曆進士)
王應乾（？—？），號弘臺，南直隶淮安府睢宁县人，明朝政治人物。

## 生平
万历二十五年（1597年）丁酉科应天乡试舉人，二十六年戊戌科會試第二百七十五名，未殿试，二十九年（1601年）辛丑科三甲二十五名進士，歴官至户部郎中，四十三年升浙江按察佥事，四十五年升本省参议，后辞官归。天启二年起復为河南左參議，大名道兵备。